# 奥亨
奥亨，是西班牙安达卢西亚自治区马拉加省的一个市镇。 总面积86平方公里，总人口2041人（2001年），人口密度24人/平方公里。